# Pastorino dei Pastorini

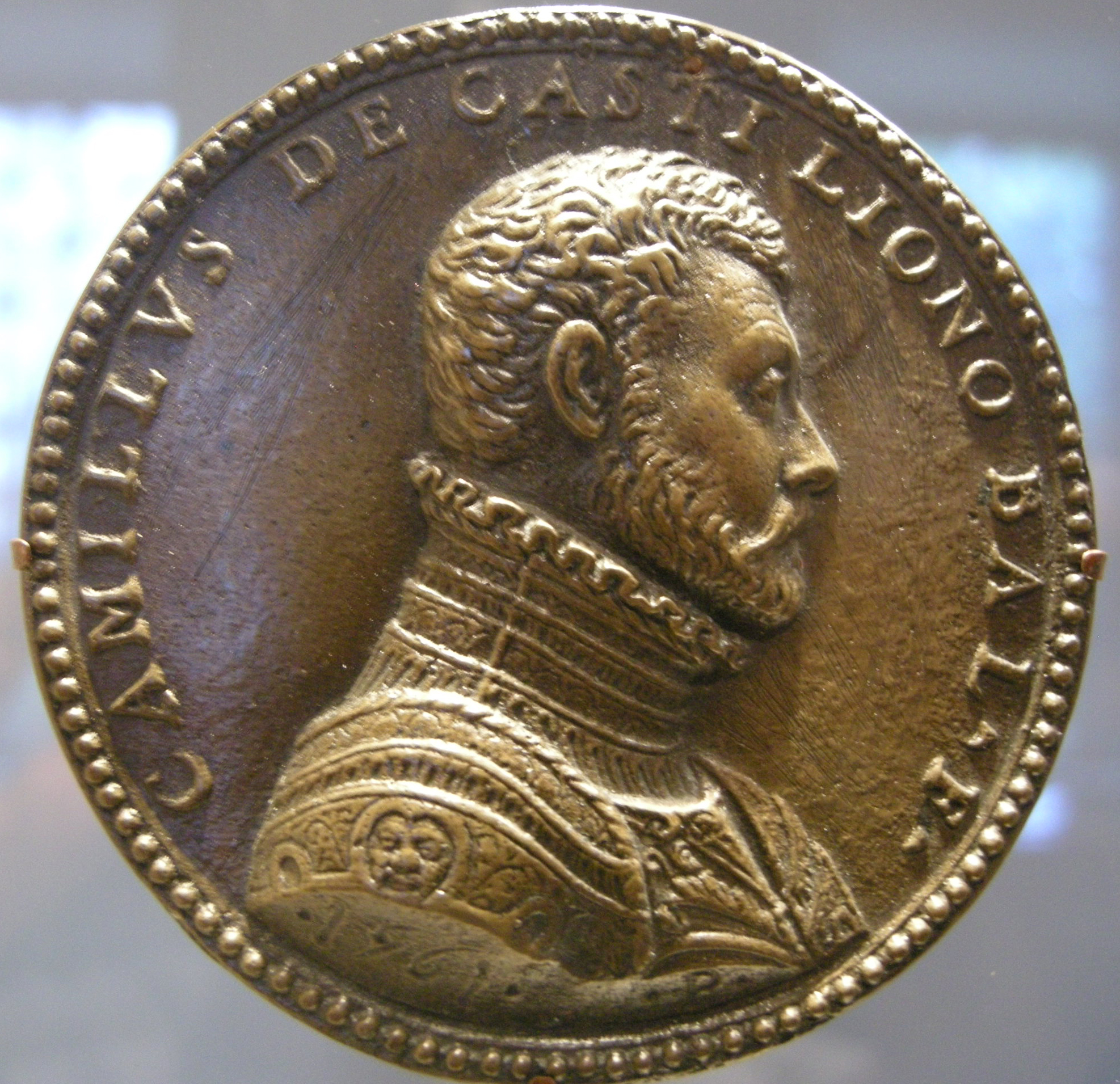
Medaglia di Camillo Castiglione, 1561

Pastorino dei Pastorini (Castelnuovo Berardenga, 1508 circa – Firenze, 1592) è stato un pittore, medaglista e scultore italiano.

## Biografia
Fu allievo di Guillaume de Marcillat ad Arezzo, assieme al giovane Giorgio Vasari. Dal maestro francese imparò a realizzare i cartoni per le vetrate, come quelli per la basilica di San Francesco (1529) e il Duomo di Siena (1531-1537), per la Sala Regia in Vaticano (1541-1548), ecc. 
Lavorò inoltre, soprattutto come prolifico medaglista, a Ferrara (1554), Bologna (1574) e infine Firenze, dove Francesco I de' Medici lo nominò  "maestro degli stucchi". Suo un ritratto del granduca datato 1585, oggi al Bargello, eseguito in "porcellana medicea".